# Cynethryth
Cynethryth (Cyneðryð; Morta després del 798) fou una reina de Mèrcia, muller del rei Offa de Mèrcia i mare del rei Ecgfrith. Fou l'única reina consort anglosaxona amb monedes encunyades al seu nom.

## Biografia

### Orígens
És té molt poca informació sobres els seus orígens. El seu nom recorda la muller i filles del rei Penda (Cynewise, Cyneburh, i Cyneswith) fet que pot indicar que fos una descendent de Penda.
En l'obra del segle xiii Vitae duorum Offarum, però, es diu que el seu origen era franc. Tal com es narra en l'obra, la princesa fou abandonada pels francs en una barca a la deriva a causa d'alguna ofensa. Quan la barca va arribar finalment a la costa gal·lesa, Cyntehryth va ser rescatada per Offa, a qui va assegurar que havia estat cruelment perseguida i que pertanyia a la casa reial Carolingia. Offa la va rebatejar amb el nom de Drida i la va deixar al càrrec de Marcellina, la seva mare. Més tard, se n'enamoraria i s'hi casaria, i la reina adoptaria el nom de Quindrida. Aquesta història sembla relacionada amb la de Thritha, la muller d'Offa que apareix a Beowulf, i també té aspectes similars als orígens de la muller d'Offa d'Angeln, una noia de Yorkshire abandonada a la deriva pel seu pare.
A diferència de les relacions d'Æthelbald, predecessor d'Offa condemnat per l'església, el matrimoni de Offa i Cynethryth va tenir l'aprovació de la jerarquia eclesiàstica. En una carta al fill de Cynethryth i Offa, Ecgfrith, el monjo Alcuí li aconsella seguir l'exemple dels seus pares, incloent la seva pietosa mare. En altres documents, Alcuí es refereix a Cynethryth com la "controladora de la casa Reial".

### Reina de Mèrcia

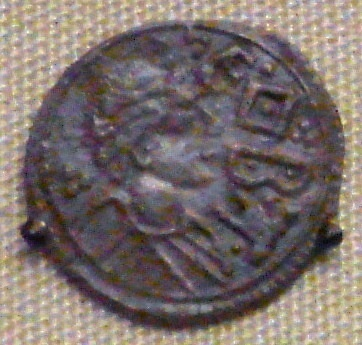
Moneda de Cinethryth, muller de Offa

La data del matrimoni entre Offa i Cynethryth no és clara, però no va ser fins després del naixement de Ecgfrith que Cynethryth va començar a signar documents, el primer el 770, juntament amb Ecgfrith i Ælfflæd. Pel 780 el seu títol ja era Cyneðryð Dei gratia regina Merciorum ('Cynethryth, per la Gràcia de Déu, Reina del Mercians').
Ha estat suggerit que les monedes de Cynethryth imitaven les de l'emperadriu romana d'Orient Irene, qui en aquells temps governava a través del seu fill Constantí VI. La imatgeria emprada, tanmateix, no segueix el model de les monedes d'Irene, sinó les de les monedes d'emperadrius Romanes tardanes, igual que la imatge utilitzada en les monedes d'Offa el mostren com un emperador romà tardà. Ha estat suggerit que les monedes eren usades només en donacions que Cynethryth feia a l'església, però la seva semblança a les monedes d'assumptes generals suggereix altrament. Aquest encunyament és únic a l'Anglaterra anglosaxona, i de fet en tota l'Europa occidental en aquest període.
S'ha dit que Cynethryth fou patrona de Chertsey Abbey. El Papa Adrià I, quan va nombrar arquebisbe a Higbert de Lichfield, va escriure una carta conjunta a Offa i Cynethryth.

### Al·legacions pel que fa a la mort d'Etelbert II d'Ànglia Oriental
Es creu que Etelbert II, rei d'Ànglia de l'Est (mort el 20 maig de 794) – més tard canonitzat com a Sant Etelbert – fou assassinat per ordres d'Offa.
Alguns cronistes més tardans, com Roger de Wendover, ha al·legat que Cynethryth fou realment la responsable de l'assassinat o va incitar Offa a matar-lo.

### Entrada en una ordre religiosa
Després de la mort d'Offa el 796, Cynethryth va esdevenir abadessa del monestir a Cookham i va estar al càrrec també de l'església de Bedford, on Offa era enterrat. Cynethryth seguia amb vida el 798, quan una disputa per unes terres d'església amb Æthelhard, Arquebisbe de Canterbury, va ser resolt al Sínode de Clofesho.

## Família
Offa va tenir com a mínim cinc fills, dels que es creu que eren també de Cynethryth:
- Ecgfrith (Mort 796) - Rei de Mèrcia, va morir després d'un regnat de només 141 dies.
- Eadburh - Reina de Wessex, muller de Beorhtric de Wessex.
- Ælfflæd - Reina de Northumbria, muller de Æthelred jo de Northumbria.
- Æthelburh - Una abadessa.
- Æthelswith - Possiblement Etheldritha de Crowland.